# Fabian Holland
Fabian Holland (Berlim, 11 de julho de 1990) é um futebolista profissional alemão que atua como lateral-esquerdo. Atualmente, defende o Darmstadt 98.

## Carreira
Holland começou a carreira no Hertha Berlim. Em 2015, ele assinou um contrato de dois anos com o Darmstadt 98. Em 2017, Holland estendeu seu contrato para mais três anos com o clube alemão.

## Títulos
- 2. Bundesliga: 2012–13 (Campeão); 2014–15 e 2022–23 (Vice-campeão)
- Regional Cup Hessen: 2013–14 (Vice-campeão)